# Сен-Жан-дю-Корай
Сен-Жан-дю-Кора́й (фр. Saint-Jean-du-Corail) — колишній муніципалітет у Франції, у регіоні Нормандія, департамент Манш. Населення — 261 осіб (2011).
Муніципалітет був розташований на відстані близько 250 км на захід від Парижа, 75 км на південний захід від Кана, 60 км на південь від Сен-Ло.

## Історія
До 2015 року муніципалітет перебував у складі регіону Нижня Нормандія. Від 1 січня 2016 року належав до нового об'єднаного регіону Нормандія.
1 січня 2016 року Сен-Жан-дю-Корай, Бйон, Мортен, Нотр-Дам-дю-Туше i Вільш'ян було об'єднано в новий муніципалітет Мортен-Бокаж.

## Демографія
Динаміка населення (INSEE ):
Розподіл населення за віком та статтю (2006):
| Стать | Всього | До 15 років | 15-24 | 25-44 | 45-64 | 65-85 | Понад 85 |
| --- | ------ | ----------- | ----- | ----- | ----- | ----- | -------- |
| Чоловіки | 148    | 28          | 20    | 36    | 40    | 24    | 0        |
| Жінки | 132    | 24          | 4     | 44    | 36    | 24    | 0        |
| \| Статево-вікова піраміда \| Статево-вікова піраміда \| Статево-вікова піраміда \| \| ----------------------- \| ----------------------- \| ----------------------- \| \| Чоловіки \| Вік \| Жінки \| \| 0 \| 85 + \| 0 \| \| 4 \| 80-84 \| 8 \| \| 8 \| 75-79 \| 4 \| \| 8 \| 70-74 \| 4 \| \| 4 \| 65-69 \| 8 \| \| 4 \| 60-64 \| 12 \| \| 20 \| 55-59 \| 16 \| \| 4 \| 50-54 \| 4 \| \| 12 \| 45-49 \| 4 \| \| 8 \| 40-44 \| 16 \| \| 12 \| 35-39 \| 4 \| \| 12 \| 30-34 \| 16 \| \| 4 \| 25-29 \| 8 \| \| 4 \| 20-24 \| 0 \| \| 16 \| 15-20 \| 4 \| \| 4 \| 10-14 \| 0 \| \| 16 \| 5-9 \| 8 \| \| 8 \| 0-4 \| 16 \| |        |             |       |       |       |       |          |
| Статево-вікова піраміда |        |             |       |       |       |       |          |
| Чоловіки | Вік    | Жінки       |       |       |       |       |          |
| 0 | 85 +   | 0           |       |       |       |       |          |
| 4 | 80-84  | 8           |       |       |       |       |          |
| 8 | 75-79  | 4           |       |       |       |       |          |
| 8 | 70-74  | 4           |       |       |       |       |          |
| 4 | 65-69  | 8           |       |       |       |       |          |
| 4 | 60-64  | 12          |       |       |       |       |          |
| 20 | 55-59  | 16          |       |       |       |       |          |
| 4 | 50-54  | 4           |       |       |       |       |          |
| 12 | 45-49  | 4           |       |       |       |       |          |
| 8 | 40-44  | 16          |       |       |       |       |          |
| 12 | 35-39  | 4           |       |       |       |       |          |
| 12 | 30-34  | 16          |       |       |       |       |          |
| 4 | 25-29  | 8           |       |       |       |       |          |
| 4 | 20-24  | 0           |       |       |       |       |          |
| 16 | 15-20  | 4           |       |       |       |       |          |
| 4 | 10-14  | 0           |       |       |       |       |          |
| 16 | 5-9    | 8           |       |       |       |       |          |
| 8 | 0-4    | 16          |       |       |       |       |          |

## Економіка
2010 року серед 156 осіб працездатного віку (15—64 років) 101 була активною, 55 — неактивними (показник активності 64,7%, у 1999 році було 72,3%). З 101 активної мешканців працювало 99 осіб (54 чоловіки та 45 жінок), безробітними було 2 (0 чоловіків та 2 жінки). Серед 55 неактивних 5 осіб було учнями чи студентами, 40 — пенсіонерами, 10 були неактивними з інших причин.

У 2010 році в муніципалітеті числилось 120 оподаткованих домогосподарств, у яких проживали 262,0 особи, медіана доходів виносила 15 501 євро на одного особоспоживача